# 紫羊茅
紫羊茅（学名：Festuca rubra ssp. rubra）为禾本科羊茅属下的一个亚种。

## 扩展阅读
- 維基物種上的相關：紫羊茅